# Humo bajo el agua
Humo bajo el agua es una película dramática de romance argentina de 2023 dirigida por Julio Midú y Fabio Junco. Narra la historia de dos amigos de la infancia que se reencuentran en su adultez y reviven viejos sentimientos de amor. Está protagonizada por Mariano Martínez y Rodrigo Guirao Díaz. La película se estrenó el 20 de abril de 2023 en las salas de cines de Argentina.
La canción original de la película, «Cambiar el destino», fue lanzada el 18 de abril de 2023 por el cantante argentino Axel.

## Sinopsis
Ambientada en la década de los ochenta, la trama sigue a Julián, un peón de estancia que se reencuentra con su mejor amigo de la infancia Patricio, el hijo del patrón. Ahora ya adultos, ambos se darán cuenta que sus sentimientos van más allá de su amistad y comenzarán a vivir un romance a escondidas de su familia y sus amigos.

## Elenco
- Mariano Martínez como Julián
- Rodrigo Guirao Díaz como Patricio
- Luis Brandoni como Ramón
- Norma Argentina como Odelsia
- Florencia Midú como Valeria Linares
- Ana Carolina Valsagna como María Inés
- David Di Nápoli como Linares
- Guido Botto Fiora como Amílcar
- Pablo Sorensen como Lucas
- Fernando Govergun como Chano
- Mimí Ardú como Raquel
- Paula Trucchi como Marisa
- Cora Cavenaghi como Rosita
- Mariana Di Marco como Carla

## Recepción

### Comentarios de la crítica
La película recibió críticas mixtas a negativas por parte de la prensa. Milagros Amondaray de La Nación otorgó una crítica regular, asegurando que «la película no encuentra la forma de narrar de manera convincente ni los orígenes de esa fuerte amistad ni el porqué del impacto del reencuentro», aunque destacó la actuación de Rodrigo Guirao Díaz, quien demuestra «una interpretación natural». Pablo Scholz de Clarín manifestó que «los directores Julio Midú y Fabio Junco plantean y ponen en escena todo con absoluta sobriedad», sin embargo, a Brandoni y Argentina «el guion no les permite explayarse o tener momentos como para su propio lucimiento».
Por otra parte, D. C. de Ámbito Financiero resaltó que la cinta presenta «lindas imágenes campestres», pero que «el desarrollo de lo sustancioso del argumento pocas veces genera tensión dramática o diálogos profundos, y todo permanece bastante superficial e insulso más allá del profesionalismo técnico y actoral del elenco». En una reseña para Escribiendo Cine, Juan Pablo Russo escribió que «la película no logra destacarse debido a una trama predecible y actuaciones poco convincentes».